# ジョン・スチュワート (ラグビー選手)
ジョン・スチュワート（John Stewart、1988年2月17日 - ）は、フィジー・ラウトカ出身のラグビーユニオン選手。

## プロフィール
- ポジションはウィング(WTB)。
- フィジー代表キャップは1。（2020年1月現在）
- 身長 170cm、体重 80kg
- 7人制フィジー代表に選ばれたことがある[1]。

## 略歴
セントトーマス高校、フィジーウォリアーズを経て、2016年、スーパーラグビーサンウルブズに加入。
2017年6月24日に行われたスコットランド代表戦にて途中出場でフィジー代表初キャップを獲得した。